# Distrito de Huacrachuco
El distrito de Huacrachuco es uno los cinco que conforman la provincia de Marañón ubicada en el departamento de Huánuco en el Perú. 
Desde el punto de vista jerárquico de la Iglesia católica forma parte de la Diócesis de Huari, sufragánea de la Arquidiócesis de Trujillo.

## Historia
Al inicio de la República, Huacrachuco formaba parte del departamento de Huaylas.

## Geografía
Abarca una superficie de  y está localizado a una altitud de 2 912 m s. n. m.

## Capital
Su capital es la localidad de Huacrachuco.

## Hitos urbanos
Con la construcción de la carretera de penetración, desde Chimbote hasta Uchiza, se ha convertido en un centro principal de comercio interregional debido a sus numerosos anexos o pueblos cercanos.

## Autoridades

### Municipales
- 2023 - 2026[2]
  - Alcalde: Aliardo Aguirre Limas, del Partido Movimiento Regional Independiente Huánuco primero (HUAPRI)

.

### Policiales
- Comisario: SUPERIOR  PNP ENRIQUE A. MENDOZA CAHUANA.

## Festividades
- 30 de agosto: principal festividad es la celebración de Santa Rosa de Lima, Patrona de Huacrachuco.
- 21 de octubre: Aniversario de la provincia de Marañón.
- 8 de diciembre: Virgen Purísima del anexo de Yamos.